# محسوم
محسوم، هو كلمة عبرية تعني حاجز، وقد درج استخدامها في فلسطين المحتلة في توصيف الحواجز الإسرائيلية مثل بيت ايل وقلنديا وعطارة والكونتينر.